# 阿克利角
77°47′S 166°55′E / 77.783°S 166.917°E
阿克利角（英語：Ackley Point）是南極洲的山峰，座標77°47′S 166°55′E / 77.783°S 166.917°E，位於羅斯群島，處於科恩山東南面2公里的哈特角半島，由美國南極名稱諮詢委員命名，現時由南極條約體系管理。